# Jacques Farisy
Jacques Farisy est un écrivain historiographe français né le 24 novembre 1923 à Confolens (Charente) et mort le 11 mars 2016 à Poitiers.

## Biographie
Il fait des études de médecine à Poitiers, puis s'établit à Usson-du-Poitou en 1951. À la fin de la guerre, pendant la débâcle des Allemands, il s'échappe du STO, il est retenu en otage quelques heures dans une grange, ce qui lui a évité de prendre le train qui allait à Oradour-sur-Glane. Après la guerre, il achève ses études de médecine et s'installe à Usson-du-Poitou en 1951. Il effectuera plusieurs mandatures comme maire de ce village.
En 1989, il organise le millénaire de l'abbaye de Charroux (connue pour avoir reçu le concile de Charroux en 989 qui a instauré la Paix de Dieu) pour lequel sont invités plusieurs représentants de l’Église Orthodoxe.
À la retraite, Jacques Farisy se met à écrire de nombreux ouvrages sur le département de la Vienne pendant la guerre, il écrit également un roman policier qui retrace les premières enquêtes policières avec l'apparition de la police scientifique, ainsi que ses mémoires sous forme de petites histoires et d’anecdotes (Souvenirs d'un médecin de campagne).

## Distinctions
- Chevalier de l'Ordre du Mérite
- Chevalier de l'Ordre des Palmes académiques

## Ouvrages historiques
- La Ligne de démarcation dans la Vienne, 1940-1943, Geste éditions, 2002, 189 p.  (ISBN 2-8456-1068-8 et 978-2845610682)
- La Ligne de démarcation dans le département de la Charente, 1940-1943, Geste éditions, 2004, 184 p.  (ISBN 2-84561-157-9 et 978-2845611573)
- Le camp du Vigeant : 1918-2005, 2006
- Les Paysans et les Ruraux Dans la Vienne 1939-1945, Geste éditions, 2007,  (ISBN 978-2-8456-1369-0)
- Souvenirs d'un médecin de campagne, Geste éditions, 2008, 268 p.  (ISBN 978-2-8456-1442-0)